# Asura reducta
Asura reducta là một loài bướm đêm thuộc phân họ Arctiinae, họ Erebidae.